# Библиотека имени Фёдора Абрамова
Библиотека имени Фёдора Абрамова — модернизированная классическая библиотека, имени русского писателя Фёдора Абрамова, расположенная в Невском районе Санкт-Петербурга, на Ивановской улице.

## История
Библиотека открылась для читателей 27 августа 1973 года. Первоначально называлась «1-я Невская библиотека», с 1975 года, после вхождения в состав Централизованной библиотечной системы Невского района, стала называться «Библиотека-филиал № 2» Невской ЦБС Санкт-Петербурга, с 25 февраля 2000 года — «Библиотека № 2 им. Фёдора Абрамова».

## Современность
На 1 января 2016 года фонд библиотеки составлял 63895 документов, в подавляющем большинстве на бумажных носителях. Электронных документов на съемных носителях в библиотеке 409 единиц. Переведено в электронную 110 печатных изданий.
Библиотека работает в условиях полного открытого доступа на абонементе и частично открытого доступа в читальном зале.
В библиотеке сформирован и постоянно пополняется особый Абрамовский фонд (в настоящее время — около 4 000 документов), в котором находятся многочисленные издания и публикации произведений Федора Абрамова и литература о нем, в том числе на многих иностранных языках. В фойе библиотеки развернута мемориальная экспозиция «Фёдор Абрамов в Ленинграде», посвященная жизни и творчеству писателя. В библиотеке ежегодно проходят Петербургские Абрамовские встречи и Вечера памяти писателя.
Библиотека каждое лето работает в интерактивном режиме, выходя за стены библиотеки с различными уличными акциями: Читающие дворы Ивановской улицы, Пушкинский день России, День Достоевского в Петербурге, пешеходной авторской экскурсией «Ивановская улица — уникальный уголок Петербурга». С 2015 г. сотрудники библиотеки принимают активное участие в фестивале «Территория добрососедства», который проходит на Ивановском карьере.

## Проекты
- Петербургские Абрамовские встречи. Проходят ежегодно в помещении библиотеки в день рождения писателя в конце февраля. В разные годы в библиотеке бывали представители организаций образования и культуры из других регионов страны: Архангельской, Ярославской, Нижегородской, Псковской, Новгородской областей. Интенсивная работа библиотеки с именем писателя во многом способствует расширению партнерских связей библиотеки: с Домом Национальностей на Моховой ул. и Домом писателя на Звенигородской ул., с литературным музеем «XX век» (музей-квартира М. М. Зощенко), с преподавателями Санкт-Петербургского университета и Университета им. Герцена, редакторами петербургских и архангельских журналов, с благотворительным фондом «Мир книжной культуры», с Центром культурно-спортивной ориентации при ДК им. Шелгунова. Тесные связи библиотека поддерживает с Архангельской областью: с Веркольским литературно-мемориальным музеем Федора Абрамова, с Архангельской областной научной библиотекой им. Н. А. Добролюбова, с издательством архангельского журнала «Двина», со школами и библиотеками Архангельска и области.
- «Летопись жизни и творчества Федора Абрамова». В конце 2015 года Издательским домом «Міръ» в Петербурге выпущена первая книга фундаментальной летописи (запланировано 4 тома). Издание осуществлено при финансовой поддержке Федерального агентства по печати и массовым коммуникациям в рамках Федеральной целевой программы «Культура России (2012‒2018 годы)».В 2017 г. идет подготовка 2 тома Летописи.
- «Краеведческие посиделки на Ивановской». Первое мероприятие цикла «Краеведческие посиделки на Ивановской» состоялось 6 декабря 2013 г. На первом заседании определился формат и темы: городская и областная топонимия, строительство и архитектура зданий, «дома и люди» и история Ивановской улицы, Щемиловки и окрестностей. Ежемесячные встречи ориентированы на знатоков и любителей истории Санкт-Петербурга и Ленинградской области. В гости к читателям, в разное время приезжали сотрудники и авторы «Нового Топонимического журнала», выпускаемого петербургским Информационно-издательским агентством «ЛИК» («Литература, информация, культура»), члены Топонимической комиссии Санкт-Петербурга, историки и краеведы. В результате вокруг библиотеки сформировалось настоящее сообщество серьёзных людей, подлинно заинтересованных в изучении всех возможных аспектов истории и культуры Санкт-Петербурга, Ленинградской области, Северо-Запада России.
- Экскурсия «Ивановская улица — уникальный уголок Петербурга»[3]. Экскурсия помогает по-новому взглянуть на хорошо знакомые места, увидеть самобытность Невской заставы.
- «Летопись художественных мастерских на Ивановской улице». С 2012 года в библиотеке регулярно выставляются художники — члены Ленинградского (ныне Санкт-Петербургского) Союза художников, в рамках постоянно действующих выставок со сменной экспозицией под названием «Художники Ивановской улицы».
- «Читающие дворы Ивановской улицы». Еженедельная летняя акция, когда сотрудники библиотеки предлагают всем желающим книги, полученные в дар от читателей.
- Серия библиографических указателей «Современные российские писатели». При составлении указателей авторы ставят задачу в создании по возможности полной библиографии печатных произведений, российских писателей конца XX- начала XXI вв. Вышли три выпуска, посвященные Герману Садулаеву[4], Сергею Носову[5], Алексею Варламову[6]. Библиографические указатели адресованы литературоведам, историкам литературы, преподавателям и студентам филологических вузов и колледжей, учителям средней школы, библиотекарям, а также всем, кто интересуется современной российской литературой.
- Проект «Вспомним всех поименно» — действует с сентября 2014 года. В рамках проекта в библиотеке оказывается бесплатная информационная помощь в розыске погибших и пропавших в годы Великой Отечественной войны.